# Paraturbanella brevicaudatus
Paraturbanella brevicaudatus är en djurart som tillhör fylumet bukhårsdjur, och som beskrevs av Rao 1991. Paraturbanella brevicaudatus ingår i släktet Paraturbanella och familjen Turbanellidae.
Artens utbredningsområde är Indiska oceanen. Inga underarter finns listade i Catalogue of Life.